# Житинени
Житинени (мкд. Житинени) су насељено место у Северној Македонији, у западном делу државе. Житинени припадају општини Центар Жупа.

## Географија
Насеље Житинени је смештено у крајњем западном делу Северне Македоније, близу државне границе са Албанијом (6 km западно). Од најближег већег града, Дебра, насеље је удаљено 20 km јужно.
Рељеф: Житинени се налазе у области Жупа, на западним падинама планине Стогово. Источно од насеља се налази главно било планине, док се западно тло спушта у долину Црног Дрима, која је у ово делу преграђена, па је ту образовано вештачко Дебарско језеро. Надморска висина насеља је приближно 830 метара.
Клима у насељу је планинска због знатне надморске висине.

## Становништво
По попису становништва из 2002. године Житинени су имали 537 становника.
Претежно становништво у насељу су Турци (99%).
Већинска вероисповест у насељу је ислам.